# Viola
Viola je glasbilo s štirimi strunami iz skupine godal. Podobna je violini, le da je nekoliko večja. Zvok izvajanja je podoben violininemu, vendar pa je interval tonov, ki jih lahko izvajamo, pomaknjen navzdol (izvajanje nižjih tonov), zato so note običajno zapisane v altovskem ključu. Strune pri violi so C, g, d1 in a1, torej je uglašena po kvintah navzgor. Primerna starost za učenje viole je 11–14 let, priporočeno je predznanje vsaj 3 let violine. Učenje poteka na isti način kot pri violini.